# Kolwezi
Kolwezi és una ciutat de la República Democràtica del Congo, a l'oest de Lisaki en la província de Kananga. La regió es troba a 1500 metres d'altura dintre de la planicie de Manika i està dividida en els municipis de Dilala a l'oest i Manika a l'est. Compta amb un aeroport i una via fèrria cap a Lubumbashi.

## Demografia
La ciutat contava segons estimacions de l'any 2003 amb 820.229 habitants i la llengua més parlada és el kiswahili. La població està distriuida en 213 km².

## Història
La localitat va ser creada el 1937 amb la finalitat de convertir-se en el centre operatiu miner de la Companyia Minera d'Alt Kananga (C.M.A.K.). La seva distribució va ser pensada amb la finalitat de segregar a la població blanca dominant de la nadiua, tal com va succeir en altres localitats de Kananga i altres dominis colonials de Bèlgica.
En el centre es troba les dependències administratives i residencials de la població blanca, i al sud-est es troben les viles on habitava la població indígena. Es van crear al seu torn diversos petits centres urbans per a la població obrera en les proximitats de les carreteres i usines mineres de l'empresa minera. Gairebé 4/5 parts del territori municipal eren concessions de l'empresa i es trobaven sota la seva jurisdicció.
El 13 de maig de 1978 forces rebels amb el suport d'Angola i països del bloc oriental van ocupar Kolwezi, bloquejant l'explotació d'un dels principals centres miners del llavors Zaire. El dictador Mobutu Sese Seko va sol·licitar ajuda a diversos països occidentals com els Estats Units, Bèlgica i França col·laborar en la missió d'expulsar els alçats en armes. Membres del 2n batalló de paracaigudistes de la Legió Estrangera Francesa van ser enviats per a posar terme a l'ocupació, malgrat els clars desavantatges que es trobaven. El 19 de maig van intervenir en combat que van perdurar fins al mitjà endemà, assolint l'expulsió dels rebels. La batalla es va saldar amb la mort d'entre 250 i 700 africans, 170 europeus i 6 paracaigudistes (5 frances, 1 belga).

## Economia
Kolwezi és un important centre miner dedicat a l'explotació de coure, cobalt, urani i radi, i compte amb grans jaciments d'òxids de calci. És un excel·lent centre agrícola, dedicat a l'explotació de blat de moro, mandioca i cacauet, i les vies de transport faciliten un aprovisionament regular de la localitat.